# Georgij Machatadze
Georgij Aleksandrovič Machatadze (in russo Георгий Александрович Махатадзе?; Rostov sul Don, 26 marzo 1998) è un calciatore russo, centrocampista del Kuban'.

## Caratteristiche tecniche
È un centrocampista difensivo.

## Carriera

### Club
Cresciuto nel settore giovanile della Lokomotiv Mosca, debutta in prima squadra il 21 maggio 2016 in occasione dell'incontro di Prem'er-Liga vinto 3-0 contro il Mordovija; al termine della stagione viene acquistato dal Rubin dove tuttavia fatica a trovare spazio, e dopo una stagione e mezza viene ceduto in prestito allo SKA-Chabarovsk. Al termine della stagione si svincola e fa ritorno alla Lokomotiv, che lo aggrega ad una sua squadra affiliata, il Kazanka Mosca in seconda divisione. Nel gennaio 2021 viene acquistato a titolo definitivo dal Rostov.

### Nazionale
Ha giocato nelle nazionali giovanili russe Under-15, Under-16, Under-17, Under-18, Under-19 ed Under-20.

## Statistiche
Statistiche aggiornate al 17 marzo 2021.

### Presenze e reti nei club
| Stagione             | Squadra              | Campionato           | Campionato | Campionato | Coppe nazionali | Coppe nazionali | Coppe nazionali | Coppe continentali | Coppe continentali | Coppe continentali | Altre coppe | Altre coppe | Altre coppe | Totale | Totale | Totale |
| Stagione             | Squadra              | Comp                 | Pres       | Reti       | Comp            | Pres            | Reti            | Comp               | Pres               | Reti               | Comp        | Pres        | Reti        | Pres   | Reti   |        |
| -------------------- | -------------------- | -------------------- | ---------- | ---------- | --------------- | --------------- | --------------- | ------------------ | ------------------ | ------------------ | ----------- | ----------- | ----------- | ------ | ------ | ------ |
| 2015-2016            | Lokomotiv Mosca      | PL                   | 1          | 0          | CR              | 0               | 0               |                    | -                  | -                  |             | -           | -           | 1      | 0      |        |
| 2016-2017            | Rubin                | PL                   | 3          | 0          | CR              | 0               | 0               |                    | -                  | -                  |             | -           | -           | 3      | 0      |        |
| 2017-gen. 2018       | Rubin                | PL                   | 0          | 0          | CR              | 0               | 0               |                    | -                  | -                  |             | -           | -           | 0      | 0      |        |
| gen.-giu. 2018       | SKA-Chabarovsk       | PL                   | 1          | 0          | CR              | 0               | 0               |                    | -                  | -                  |             | -           | -           | 1      | 0      |        |
| 2018-2019            | Kazanka Mosca        | 1D                   | 13         | 3          | CR              | 0               | 0               |                    | -                  | -                  |             | -           | -           | 13     | 3      |        |
| 2019-2020            | Kazanka Mosca        | 1D                   | 15         | 2          | CR              | 0               | 0               |                    | -                  | -                  |             | -           | -           | 15     | 2      |        |
| 2020-2021            | Kazanka Mosca        | 1D                   | 15         | 7          | CR              | 0               | 0               |                    | -                  | -                  |             | -           | -           | 15     | 7      |        |
| Totale Kazanka Mosca | Totale Kazanka Mosca | Totale Kazanka Mosca | 52         | 12         |                 | 1               | 0               |                    | -                  | -                  |             | -           | -           | 53     | 12     |        |
| 2020-2021            | Rostov               | PL                   | 4          | 0          | CR              | 1               | 0               |                    | -                  | -                  |             | -           | -           | 5      | 0      |        |
| Totale carriera      | Totale carriera      | Totale carriera      | 43         | 12         |                 | 0               | 0               |                    | -                  | -                  |             | -           | -           | 43     | 12     |        |